# Мармозетка на Марка
Мармозетката на Марка (Mico marcai) е вид бозайник от семейство Остроноктести маймуни (Callitrichidae).

## Разпространение
Видът е разпространен в Бразилия (Амазонас).